# Kriminellas revansch i samhället
Kriminellas revansch i samhället (KRIS) är en politiskt och religiöst obunden organisation i Sverige bildad 1997 i Stockholm och med mål och syfte att främja kriminellas väg tillbaka till samhället. Föreningens medlemmar utgörs huvudsakligen av före detta kriminella och de arbetar främst lokalt genom personliga kontakter för att stötta varandra till ett liv utan brottslighet och droger. En av aktiviteterna de blivit uppmärksammade för är hur de möter nymuckade exfångar som är villiga att börja leva ett hederligt och drogfritt liv. Förutom det har de även andra aktiviteter, bland annat en drogfri familjefest på midsommar. Föreningen ger ut tidningen Vägen ut.
Föreningens motto är: Hederlighet, Drogfrihet, Kamratskap, Solidaritet och Jämställdhet. 

## Projekt

### KRIS Livsstilskoordinator
KRIS erbjuder en 1-årig utbildning tillsammans med Tollare folkhögskola och Val-Bo utbildning i ett Allmänna Arvsfondsprojekt som startade 2016.
En viktig del av KRIS arbete är att hjälpa människor som levt ett destruktivt liv. Det är viktigt för dem att arbeta på ett professionellt sätt med människor som lever eller har levt ett liv i missbruk, kriminalitet och utanförskap. Utbildningens syfte är att utbilda personer med en missbruksbakgrund och som även kan ha olika funktionsnedsättningar. En Livsstilskoordinator ska vara kvalificerad att arbeta på stödboende, halvvägshus, fritidsgårdar som elevstödjare eller boendestödjare där ofta personer ur samma målgrupp behöver stöd. Att ha genomgått en 1-årig folkhögskoleutbildning till Livsstilskoordinator öppnar större möjligheter på arbetsmarknaden och ger kompetens för vidare studier.

### Ungdomsförbund
År 2006 gjordes en förstudie som genom ekonomiskt stöd från Allmänna Arvsfonden resulterade i bildandet av ungdomsförbundet Unga KRIS. Unga Kris är en ungdomsstyrd förening som är öppen för alla ungdomar mellan 13 och 25 år. Föreningen erbjuder en trygg och utvecklingsrik miljö där ungdomar får utvecklas i sin egen takt.
Personalen på Unga Kris har en stor erfarenhet av utanförskap och en hög kompetens inom ungdomsverksamhet. Unga Kris fungerar som ett bollplank för de unga som är i behov av stöd i sin vardag. På Unga Kris får man en sammansvetsad gemenskap i en positiv atmosfär. Aktiviteter planeras av medlemmarna och genomförs tillsammans med personalen. Exempel på aktiviteter är ungdomscamp i till exempel Kroatien och på Gotland. Utöver olika camp anordnas biokvällar, fotbollskvällar, paintball med mera.

## Utmärkelser

### Hetast i Almedalen 2011
Pr-byrån Westanders jury utsåg 2011 veckans vinnare i den hårda konkurrensen om uppmärksamhet under Almedalsveckan. Priset gick till KRIS, Kriminellas revansch i samhället, för att de på klassiskt Almedalsmanér med tydliga t-shirts och många medlemmar på gatorna bäst lyckats med att få ut sitt budskap.

### Årets Almedarling 2011
På Almedalsveckan 2011 utdelades för första gången hederstiteln Årets Almedarling. Mottagare blev Kriminellas Revansch i Samhället, KRIS.
Makthavare.se:s chefredaktör Jonas Morian delade ut priset – ett diplom – till ordföranden i KRIS, Christer Karlsson, med motiveringen:
I skarp kontrast till de vanligt förekommande väldressade pr-konsulterna och lobbyproffsens vita skjortor och trendiga frisyrer, stack de dryga 70 medlemmarna från KRIS ut rejält under årets Almedalsvecka. Med ett angeläget budskap om riskerna med behandling av drogberoende med substitutionsersättning i stället för vård, väckte KRIS nyfikenhet och engagemang. Man gjorde avtryck i debatten och levde kvar i Almedalsbesökarnas minne även många veckor efter hemresan från Gotland. Kriminellas Revansch i Samhället, KRIS, är värdiga mottagare av hederstiteln Årets Almedarling 2011. 

## Kritik och kontroverser

### Splittringen
Våren 2009 granskade TV-programmet Kalla fakta föreningen och kunde berätta om interna stridigheter mellan ledande personer inom riksföreningen, främst mellan utvecklingsansvarige Peter Söderlund och andra delar av styrelsen för riksföreningen. Söderlund hade verkat för att vidga föreningens åtaganden till att omfatta spelmissbruk. När så riksföreningens sekreterare Lasse Liljegren och andra under en resa till Ryssland samlade ihop sällskapet för att spela kort om pengar blev konflikterna fördjupade. Detta ledde till en incident på årsmötet 2007, vilken utmynnade i att Liljegren anmäldes för olaga hot av Söderberg, som i sin tur blev polisanmäld för förtal av Liljegren.
En förestående splittring av KRIS försökte kväsas genom att erbjuda Peter Söderlund avgångsvederlag mot att han lämnade föreningen, vilket han gjorde under våren 2008. KRIS Stockholm, där Söderlund varit ordförande, var dock inte nöjda med att bli av med sin ledare. Efter diverse turer återvaldes Söderlund som ordförande i KRIS Stockholm under hösten 2008, vilket ledde till att hela föreningen uteslöts. Även föreningarna i Borlänge och Östersund uteslöts ur KRIS, efter att ha ställt sig på Söderlunds sida. KRIS Stockholm ombildades som X-CONS, som numera även har avdelningar och filialer runt om i landet. Bland annat gamla KRIS Östersund och KRIS Borlänge utgör idag en del av den nya föreningen.

### Bristande redovisning
Vid Kalla faktas granskning saknades redovisning för drygt 2 miljoner av de knappt 9 miljoner riksföreningen med lokalföreningar mottagit från Kriminalvården mellan 2003 och 2008.

### KRIS Örebro
Lokalföreningen i Örebro drabbades under hösten 2011 av en rad avhopp sedan det framkommit att föreningen köpt en Audi Q7 som tjänstebil åt sin ordförande Lasse Liljegren. Aftonbladet kunde därefter även avslöja att föreningen, mot Skatteverkets regelverk och även efter påpekade och upptaxering, betalat fortkörningsböter åt Liljegren. Även delar av den hyra Liljegren betalade för sin bostad, betalades av föreningen. Vice ordföranden förklarade att man hyrde husets källare i andra hand, som uppställningsplats för de träningsmaskiner man fått donerade från olika företag. Efter avslöjandena beslutade ledningen för riksföreningen, som påpekade att lokalföreningarna sköter sin egen ekonomi, att granska KRIS Örebro. Föreningens juridiska ombud menade att allt betalades med pengar från föreningens affärsverksamhet, men tjänstemän vid socialnämnden i Örebro inledde likväl en granskning för att säkerställa att inte det föreningsstöd som utgått till föreningen används.

### Uteslutning av ordförande
Efter anklagelser om "oacceptabelt agerande gentemot kvinnliga medlemmar" två år tidigare, skiljdes organisationens ordförande Paul Barath från sitt uppdrag i juli 2019 med omedelbar verkan och uteslöts ur organisationen. Polisens utredningar lades ned i december 2019 efter att de kommit fram till att det bedömdes handla om ömsesidig kontakt.

### Riks-KRIS upplöses 2025
Efter interna motsättningar beslutade 2025 Styrelsen för Riksförbundet KRIS att upplösa Riks-KRIS. Välfungerande lokalföreningar drivs vidare i lokal regi.